# Gioele
Gioele  è un nome proprio di persona italiano maschile.

## Varianti
- Maschili: Gioiele[2]
  - Ipocoristici: Gio, Giò, Gioi, Gioè
- Femminili: Gioela, Gioella

### Varianti in altre lingue
- Aragonese: Choel
- Basco: Yoel[3], Joel
- Catalano: Joel[3]
- Ebraico: יוֹאֵל (Yo'el, Yoh'el)[4][5]
- Finlandese: Joel[4]
- Francese: Joël[4]
  - Femminili: Joëlle[6]
- Galiziano: Xoel[3]
- Greco biblico: Ιωηλ (Ioel)[4]
- Inglese: Joel[4][5][7]
  - Femminili: Joelle[4], Joella[4]
- Latino: Iohel[4], Ioel[1]
- Olandese: Joël[4]
- Polacco: Joel
- Russo: Иоиль (Ioil')
- Serbo: Јоил (Joil), Јоиљ (Joilj)
- Spagnolo: Joel[3]
- Svedese: Joel[4]
- Ucraino: Йоіл (Joil)
- Ungherese: Jóel

## Origine e diffusione

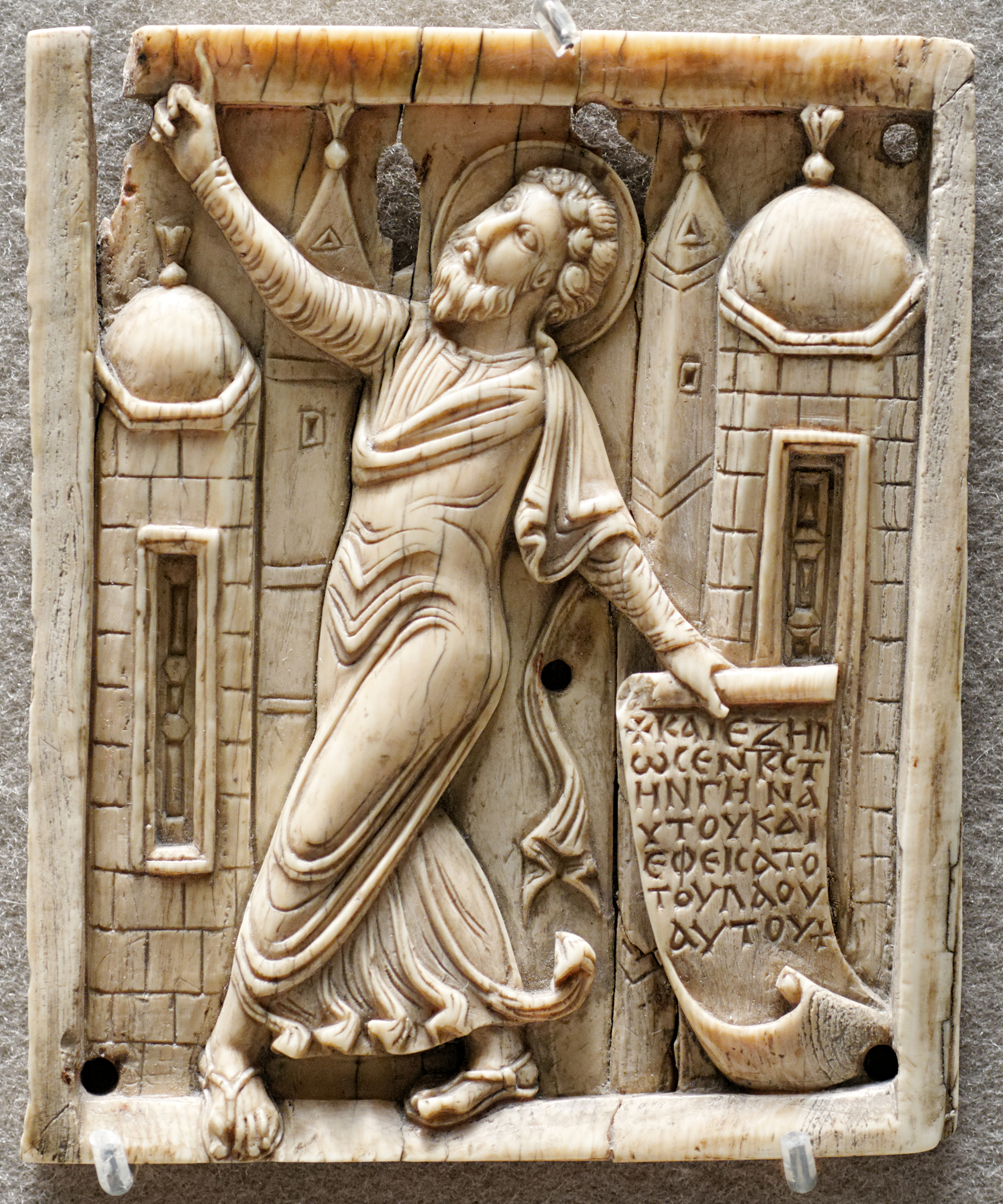
Il profeta Gioele su una placca d'avorio conservata al Louvre

Nome di tradizione biblica, è portato da Gioele, uno dei profeti minori dell'Antico Testamento, oltre che da un'altra dozzina di personaggi.
Trae origine dall'ebraico יוֹאֵל (Yo'el), reso in greco con Ιωηλ (Ioel) e in latino con Iohel. È composto dai termini Yeho (o Yah, abbreviazione di "Yahweh") ed El ("Dio"), quindi è un nome doppiamente teoforico, interpretabile come "Yahweh è Dio" (alcune fonti propongono il significato di "giuramento", "giurante" o "volente", ma senza fornire spiegazioni al riguardo). Condivide l'etimologia col nome Elia, che ha però gli elementi rovesciati; non va invece confuso col nome femminile Giaele, di differente significato.
La forma inglese Joel, il cui uso cominciò dopo la Riforma protestante, è confusa anche con un nome identico che divenne comune subito dopo la conquista normanna in Devon, Cornovaglia e nei distretti bretoni dello Yorkshire e di altre contee orientali, che però deriva dal bretone antico Iudhael, variante di Judicaël. Da questo nome sono poi derivati i cognomi Joel, Jewell, Joule e Jolson.

## Onomastico
L'onomastico secondo il calendario cristiano viene festeggiato il 19 ottobre, in ricordo del profeta Gioele (il 13 luglio nelle precedenti versioni del martirologio).

## Persone
- Gioele Dix, attore e comico italiano
- Gioele Pellino, pilota motociclistico italiano
- Gioele Solari, filosofo e giurista italiano

### Variante Joel

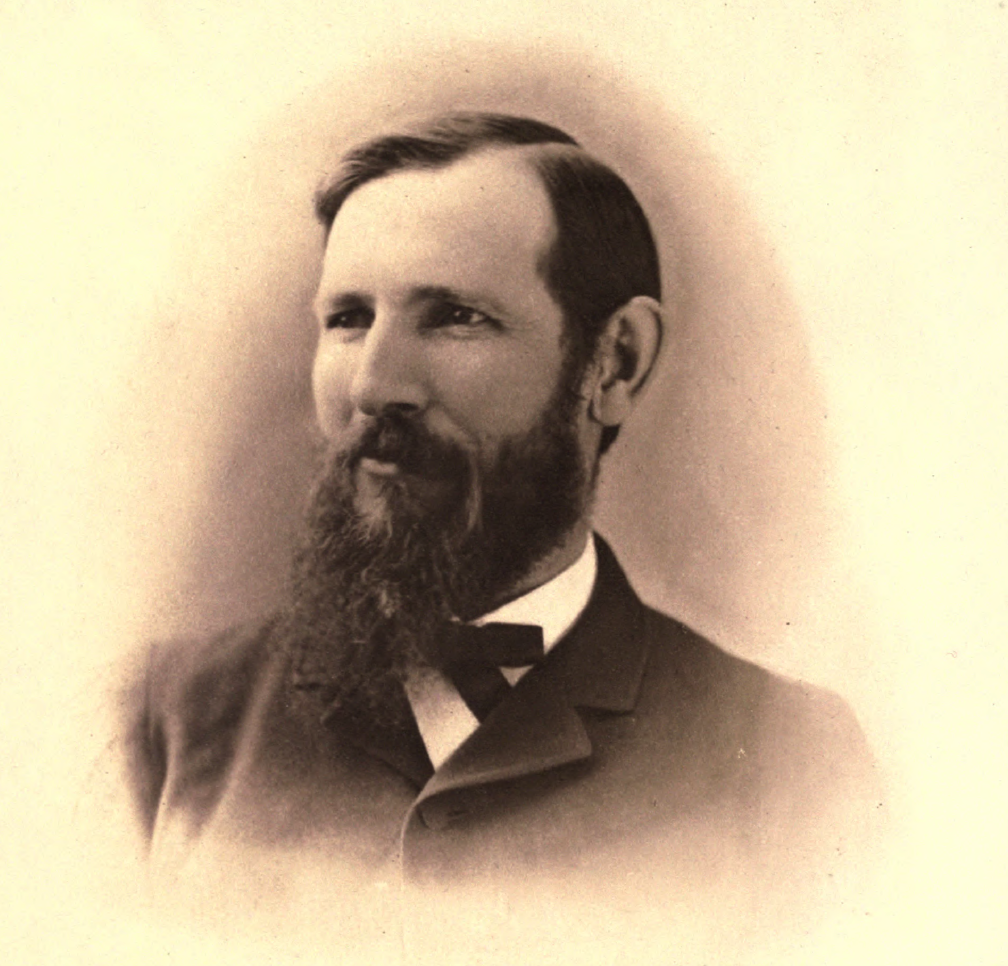
Joel Asaph Allen

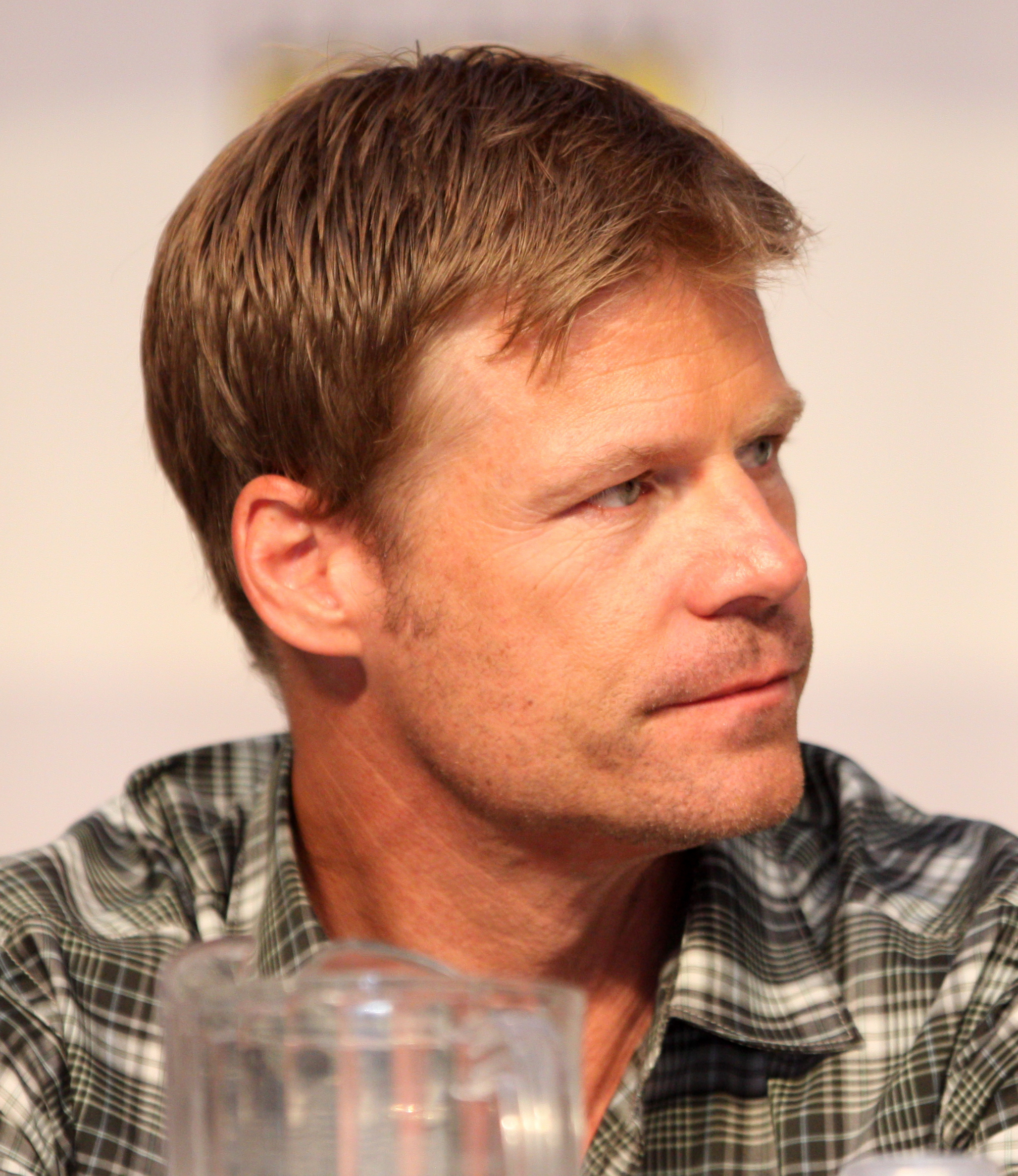
Joel Gretsch

- Joel Asaph Allen, zoologo e ornitologo statunitense
- Joel Barlow, poeta, politico e diplomatico statunitense
- Joel Benjamin, scacchista statunitense
- Joel Coen, regista, sceneggiatore, produttore cinematografico e montatore statunitense
- Joel Edgerton, attore australiano
- Joel Gretsch, attore statunitense
- Joel Grey, attore, fotografo e cantante statunitense
- Joel Chandler Harris, giornalista e scrittore statunitense
- Joel Kinnaman, attore svedese
- Joel Madden, cantante statunitense
- Joel McHale, comico, attore, sceneggiatore, produttore televisivo e doppiatore statunitense
- Joel Moore, attore statunitense
- Joel Obi, calciatore nigeriano
- Joel Shearer, cantautore statunitense
- Joel Zimmerman, disc jockey e produttore discografico canadese

### Variante Joël
- Joël Bats, calciatore francese
- Joël Bouzou, pentatleta francese
- Joël Cantona, calciatore francese

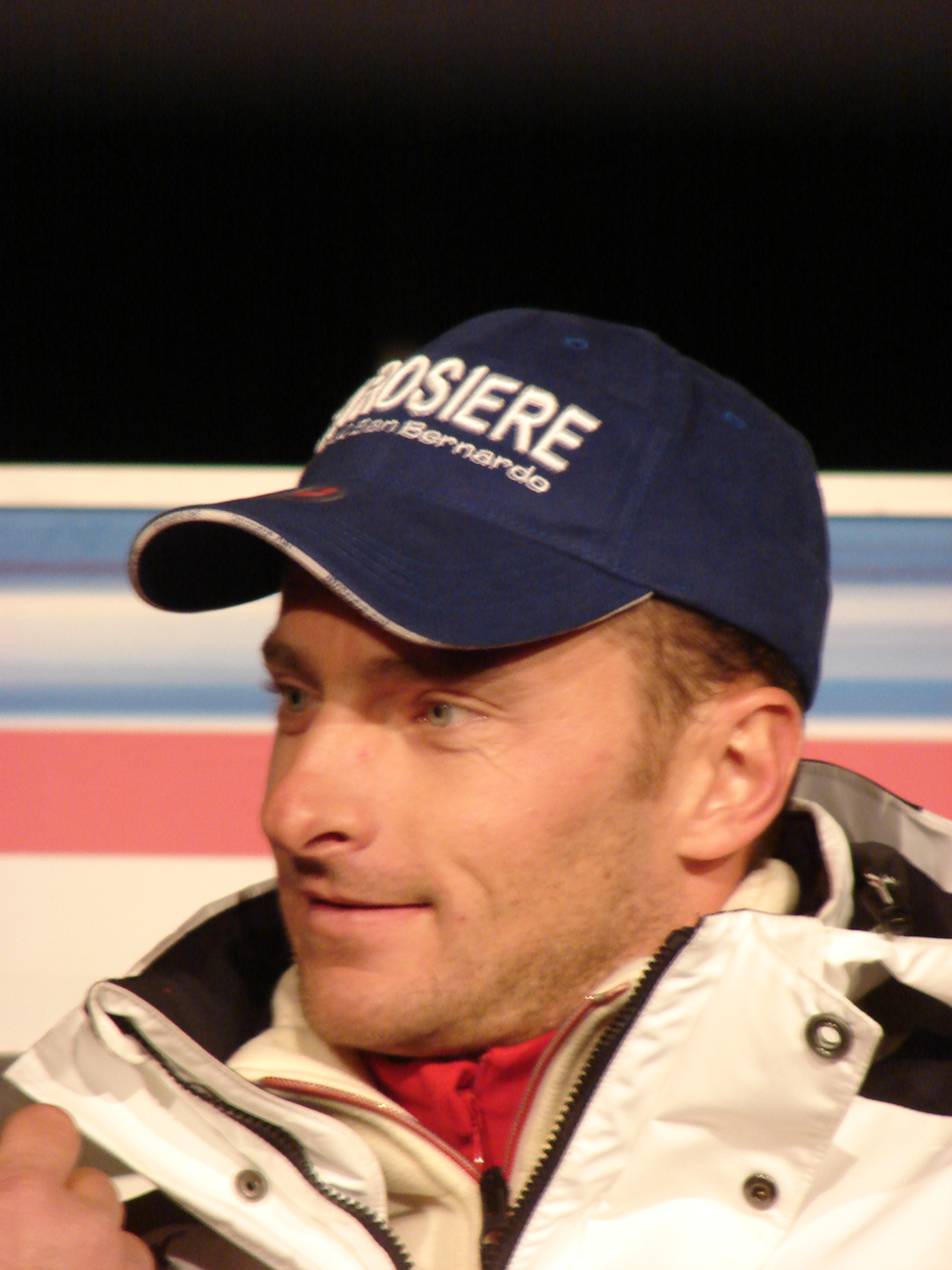
Joël Chenal

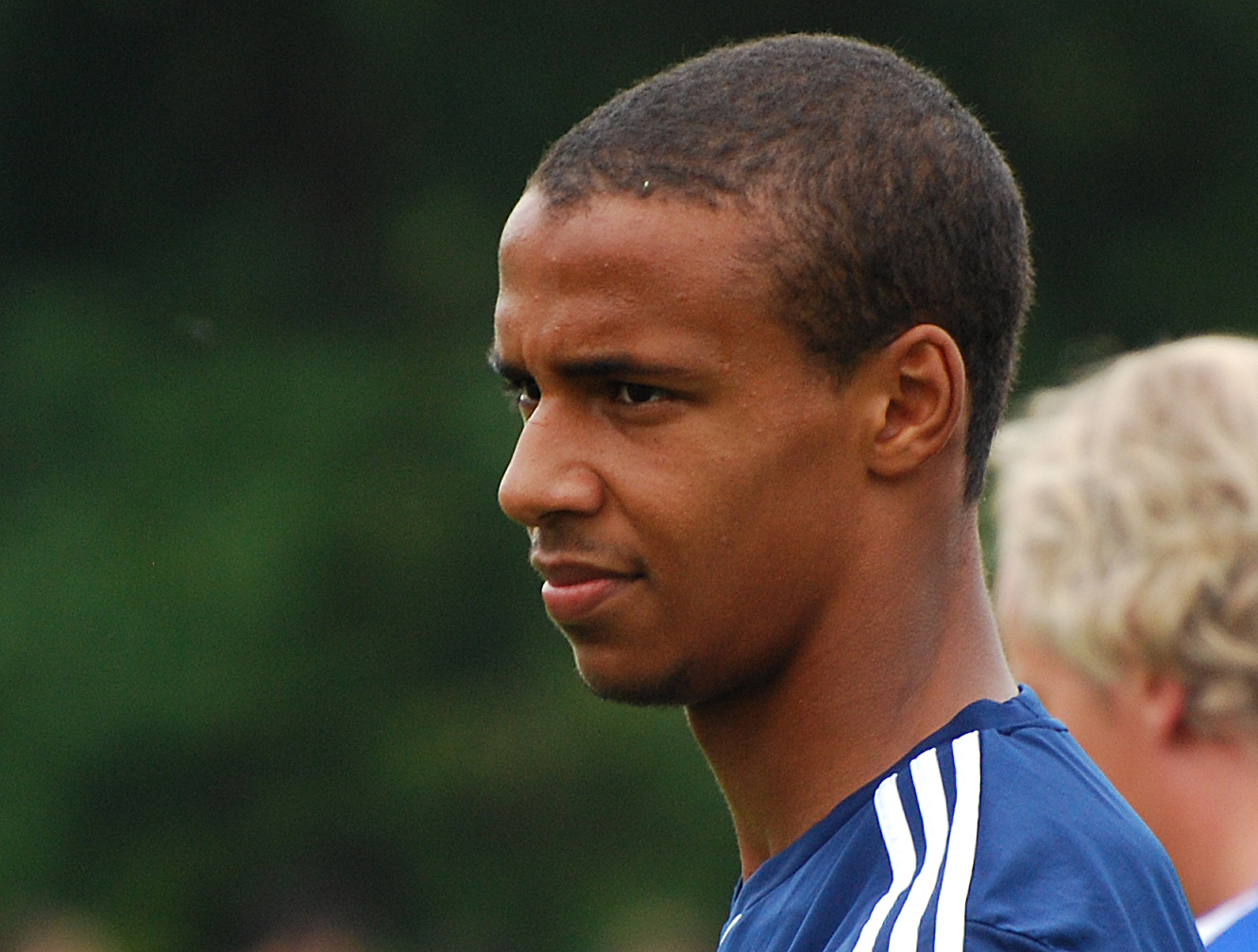
Joël Matip

- Joël Chenal, sciatore alpino francese
- Joël Corminbœuf, calciatore svizzero
- Joël Curbelo, cestista portoricano
- Joël de Oliveira Monteiro, calciatore brasiliano
- Joël Egloff, scrittore e sceneggiatore francese
- Joël Epalle, calciatore camerunese
- Joël Gaspoz, sciatore alpino svizzero
- Joël Jutge, arbitro di rugby e dirigente sportivo francese
- Joël Kimwaki, calciatore della Repubblica Democratica del Congo
- Joël Lautier, scacchista francese
- Joël Le Theule, politico francese
- Joël Matip, calciatore tedesco naturalizzato camerunese
- Joël Muller, calciatore, allenatore di calcio e dirigente sportivo francese
- Joël Quiniou, arbitro di calcio francese
- Joël Retornaz, giocatore di curling italiano
- Joël Robert, pilota motociclistico belga
- Joël Sami, calciatore della Repubblica Democratica del Congo
- Joël Smets, pilota motociclistico belga
- Joël Stransky, rugbista a 15, imprenditore e dirigente d'azienda sudafricano
- Joël Tanter, calciatore francese
- Joël Tshibamba, calciatore della Repubblica Democratica del Congo

### Variante Yoel
- Yoel Colomé, calciatore cubano
- Yoel Kahn, rabbino, mistico e scrittore russo
- Yoel Rodríguez Oterino, calciatore spagnolo
- Yoel Romero, atleta e lottatore cubano

### Varianti femminili
- Joelle Carter, attrice statunitense
- Joëlle Ursull, cantante francese

## Il nome nelle arti
- Joel Barish è un personaggio del film Se mi lasci ti cancello[12] interpretato da Jim Carrey.
- Joel Miller è il protagonista dei videogiochi The Last of Us e The Last of Us Parte II e della serie tv HBO The Last of Us uscita nel 2023, interpretato da Pedro Pascal.
- Joel Fleischman è un personaggio della serie televisiva Un medico tra gli orsi.